# Gerichtshaus (Lübeck)

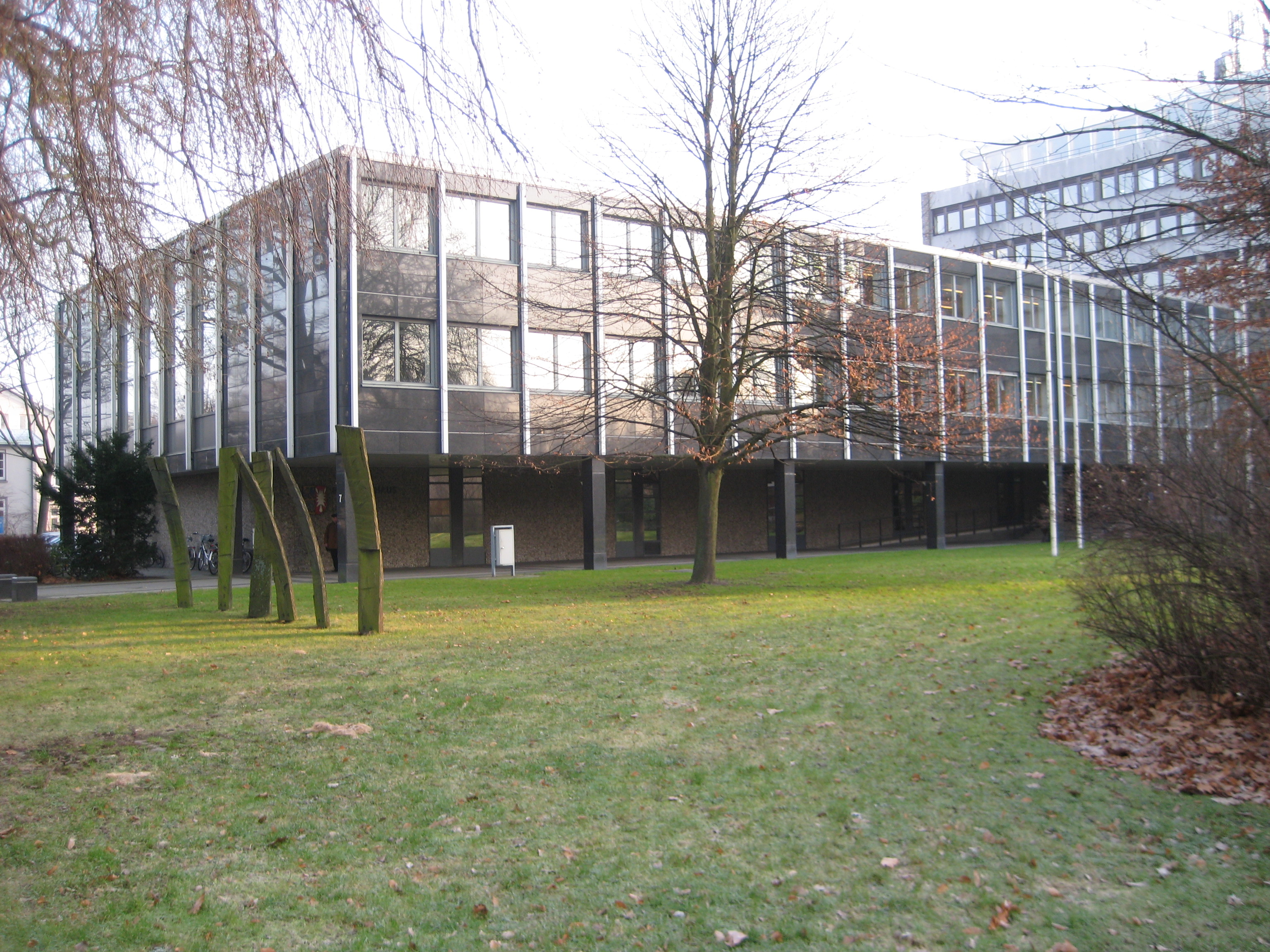
Gerichtshaus

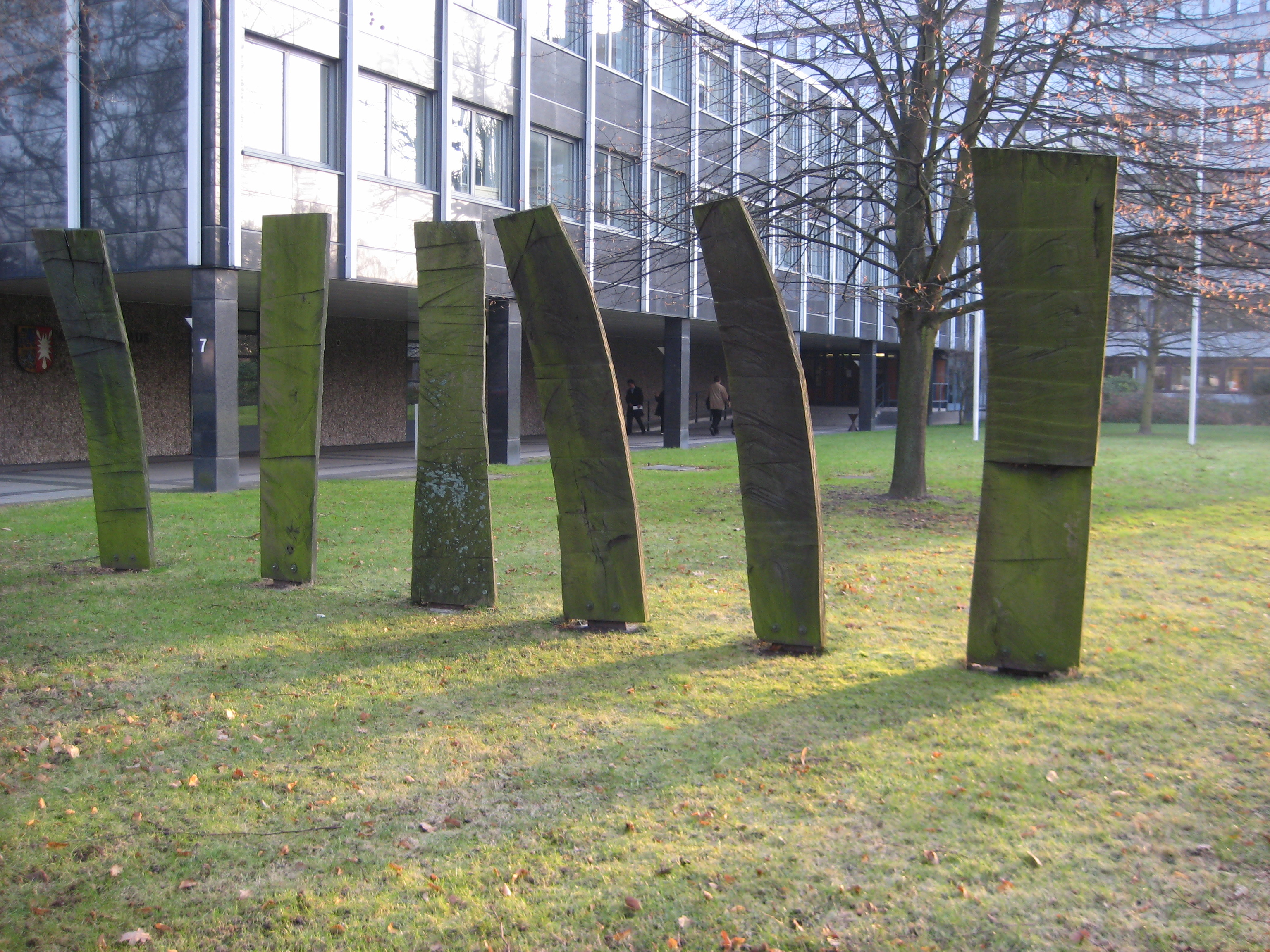
Offene Stelen von Jan Jastram

Das Gerichtshaus in Lübeck, Am Burgfeld 7, beherbergt heute das Landgericht Lübeck und große Teile des Amtsgerichts Lübeck (insbesondere die Abteilungen der streitigen Gerichtsbarkeit). Es wurde am 8. März 1962 eingeweiht. Der Gebäudekomplex besteht aus einem achtgeschossigen Bürogebäude und einem dreigeschossigen Saaltrakt mit insgesamt 18 Gerichtssälen.

## Baugeschichte
Das Gerichtshaus auf dem Burgfeld löste das 1894/1896 gebaute genommene Gerichtshaus in der Großen Burgstraße 4 ab, das den gestiegenen Raumbedürfnissen nicht mehr gerecht wurde, die sich insbesondere aus der Ausweitung des Landgerichtsbezirks Lübeck 1937 von vorher nur dem Kreis Eutin auf die Kreise Oldenburg, Stormarn und Lauenburg sowie dem erheblichen Bevölkerungszuwachs der Stadt Lübeck durch Flüchtlinge und Vertriebene nach dem Zweiten Weltkrieg ergeben hatten.

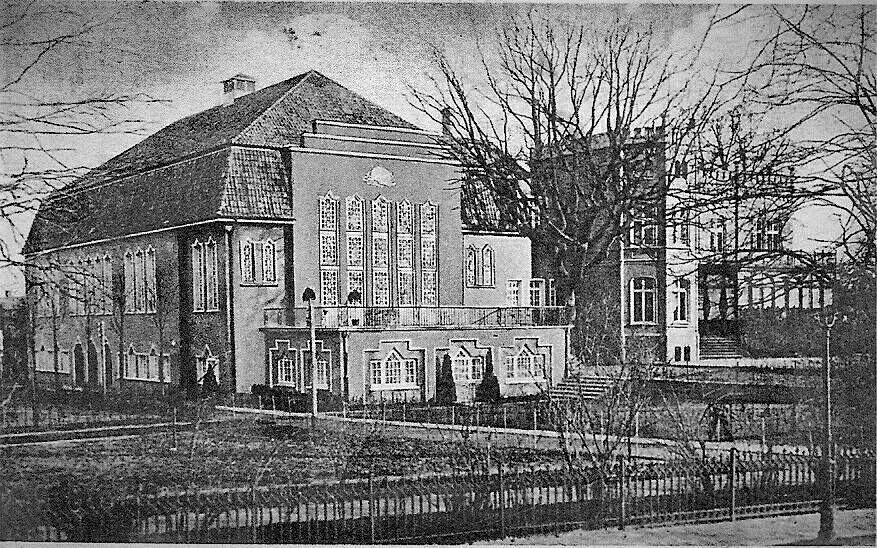
Hindenburghaus, später Atlantic Etablissement, abgebrochen für den Bau des Gerichtshauses

Projekte der NS-Zeit zum Aufbau eines Verwaltungsforums im Norden des Burgtors, das auch das Gerichtsgebäude umfassen sollte, wurden nach dem Krieg nicht mehr verfolgt („Burgfeldprojekt“). Das Grundstück wurde im Oktober 1955 gekauft und mit einem ebenfalls erworbenen kleineren städtischen Grundstück (8.372 m² und 3.376 m²) zusammengelegt. Auf dem größeren stand bis dahin das „Atlantic Etablissement“ (zuvor Hindenburghaus), in dem 1955 der Prozess gegen Lothar Malskat stattgefunden hatte. Für das Gebäude selbst wurde ein Architektenwettbewerb ausgelobt, aus dem der Entwurf der Architekten Hans Atmer und Jürgen Marlow als Sieger hervorging und mit geringfügigen Änderungen umgesetzt wurde. Größter Gebäudeteil ist der Bürotrakt mit sechs Stockwerken, der aus Rücksicht auf die niedrigere ältere Bebauung der Straße Am Burgfeld deutlich von der Straße zurücktritt und von einem Baumbestand fast verdeckt wird, der älter als das Gebäude ist. In dem Gebäude ist eine für Besucher zugängliche Kantine eingerichtet, von der aus früher ein Dachgarten  betreten werden konnte. Auch heute noch bietet sich aus der Kantine ein wunderbarer Ausblick auf die Innenstadt von Norden. Vor dem Bürotrakt liegt, im rechten Winkel mit diesem verbunden, der deutlich niedrigere Saaltrakt mit dem großen Schwurgerichtssaal, dessen Wandschmuck von Peter Thienhaus stammt und der durch den Totschlag von Marianne Bachmeier am Mörder ihrer Tochter bekannt wurde. Daran schließt sich ein zweigeschossiges Wohngebäude für Landesbedienstete an. Das Gebäude steht seit 2010 unter Denkmalschutz.

## Konzeption und heutige Nutzung
Die Konzeption eines Gerichtshauses für alle Gerichtszweige, die in Lübeck zum ersten Mal in der Nachkriegszeit Deutschlands umgesetzt worden war, wurde nicht lange durchgehalten. Im Erdgeschoss des Bürotraktes waren ursprünglich das Arbeits- und Sozialgericht untergebracht, darüber das Amtsgericht Lübeck und das Landgericht Lübeck und im obersten Geschoss die Staatsanwaltschaft; im Erdgeschoss des Saaltraktes befand sich das Grundbuchamt. Heute sind im Saaltrakt nur noch Verhandlungsräume, in den ersten drei Stockwerken des Bürotraktes befand sich das Amtsgericht. Ausgelagert sind das Arbeits- und Sozialgericht, die Staatsanwaltschaft und als Abteilungen des Amtsgerichts das Grundbuchamt und das Handelsregister.
Im Zug der Amtsgerichts-Strukturreform, durch die die Zuständigkeit des Amtsgerichts 2009 auf den Amtsgerichtsbezirk Bad Schwartau und Teile des Amtsgerichtsbezirks Bad Oldesloe ausgedehnt wurde, wurde ein Neubau für das Amtsgericht auf dem Parkplatz des Gerichtsgebäudes errichtet, durch den wieder fast alle Abteilungen des Amtsgerichts in einem Gebäude zusammengefasst wurden. Der Neubau wurde im rechten Winkel zum Bürotrakt, also parallel zum Saaltrakt, angeordnet und im September 2009 fertiggestellt.
2017 wurden am Gerichtshaus grundlegende Sanierungsarbeiten begonnen. Die Sanierungsarbeiten am Justizgebäude (Gerichtsbehörden) in der Travemünde Allee wurden Ende 2023 abgeschlossen, das Landgericht und das Amtsgericht sind wieder dort ansässig.

## Kunst am Bau
Vor dem Gerichtsgebäude stehen als Leihgabe der Possehl-Stiftung die „Offenen Stelen“ des Bildhauers Jan Jastram.

## Frühere Gerichtsgebäude in Lübeck

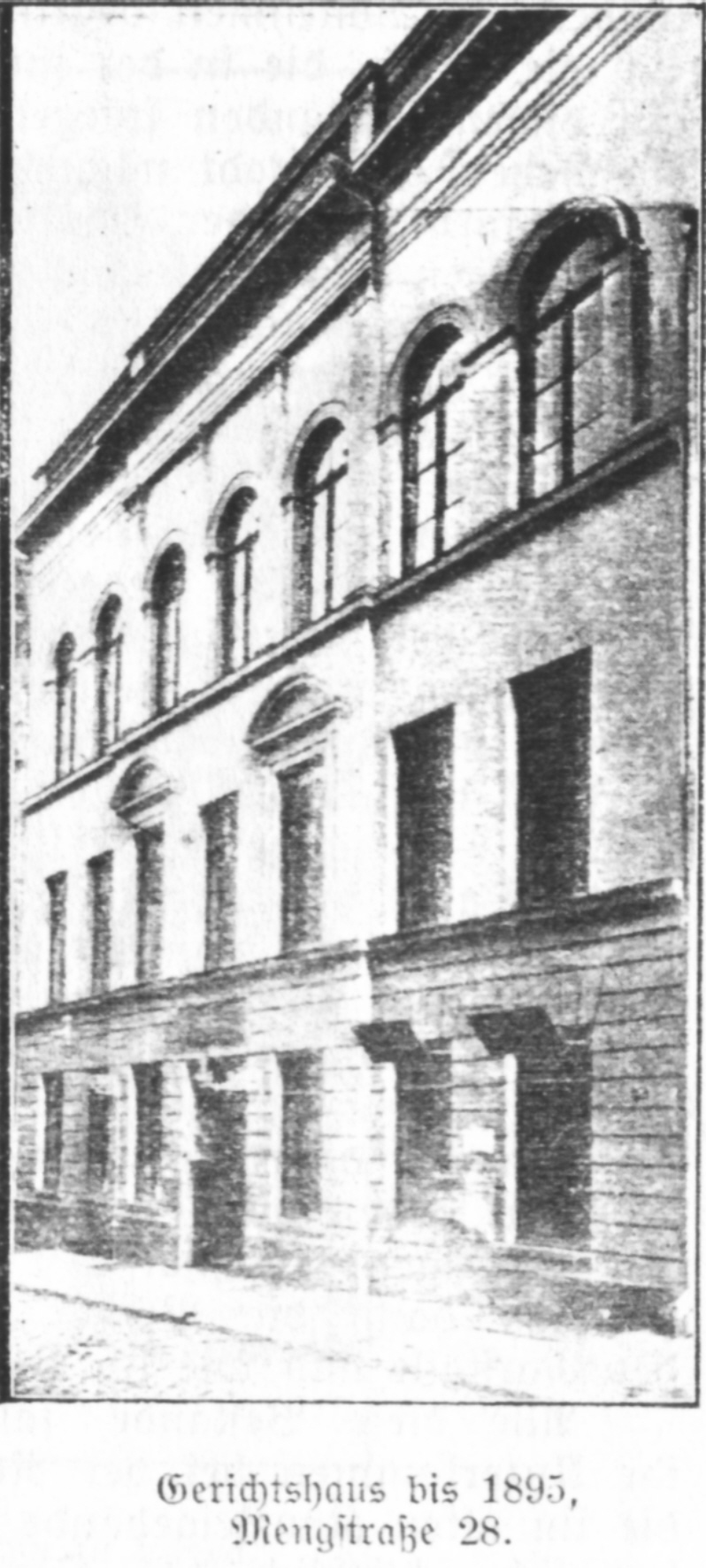
Gerichtshaus in der Mengstraße
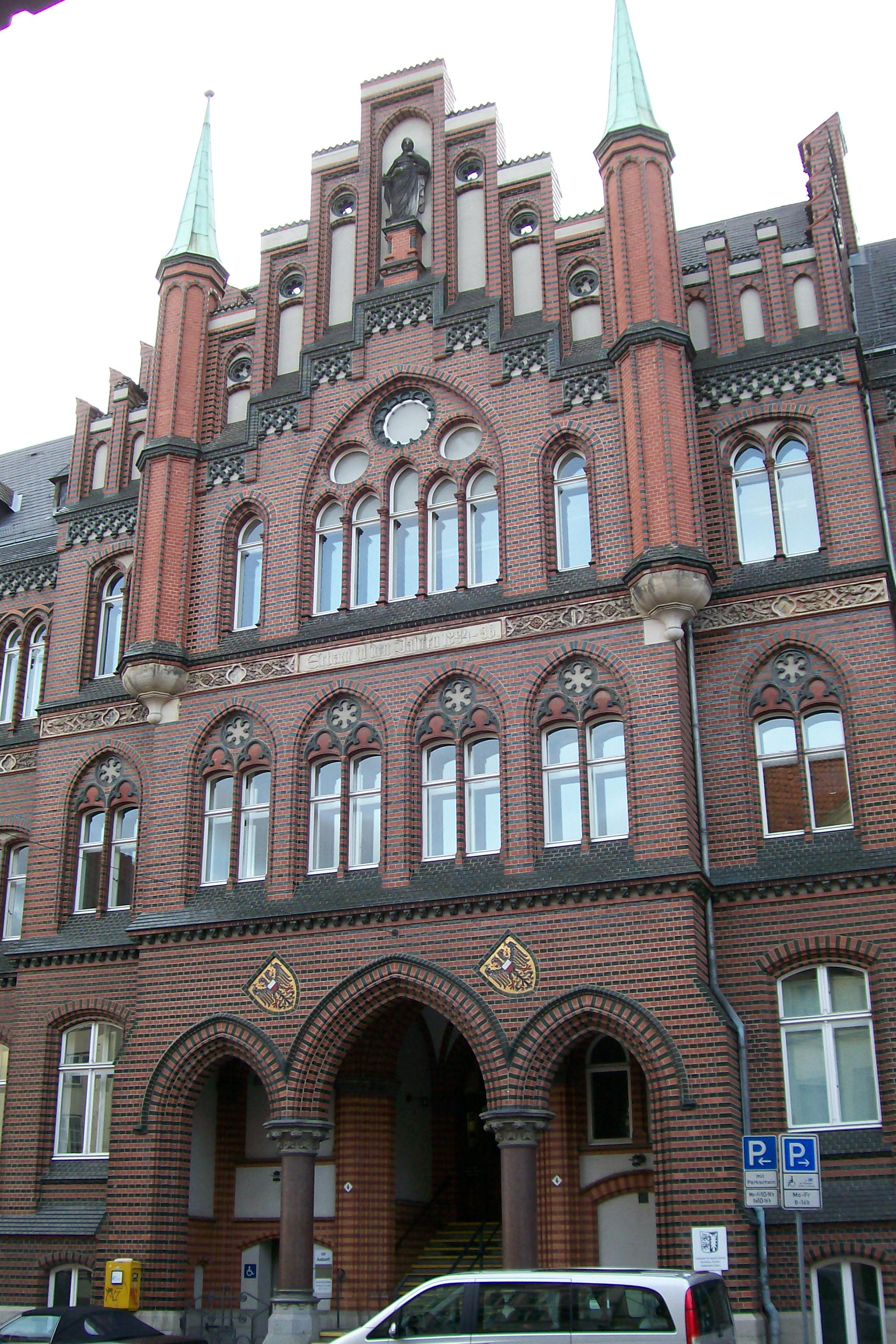
Gerichtshaus in der Großen Burgstraße
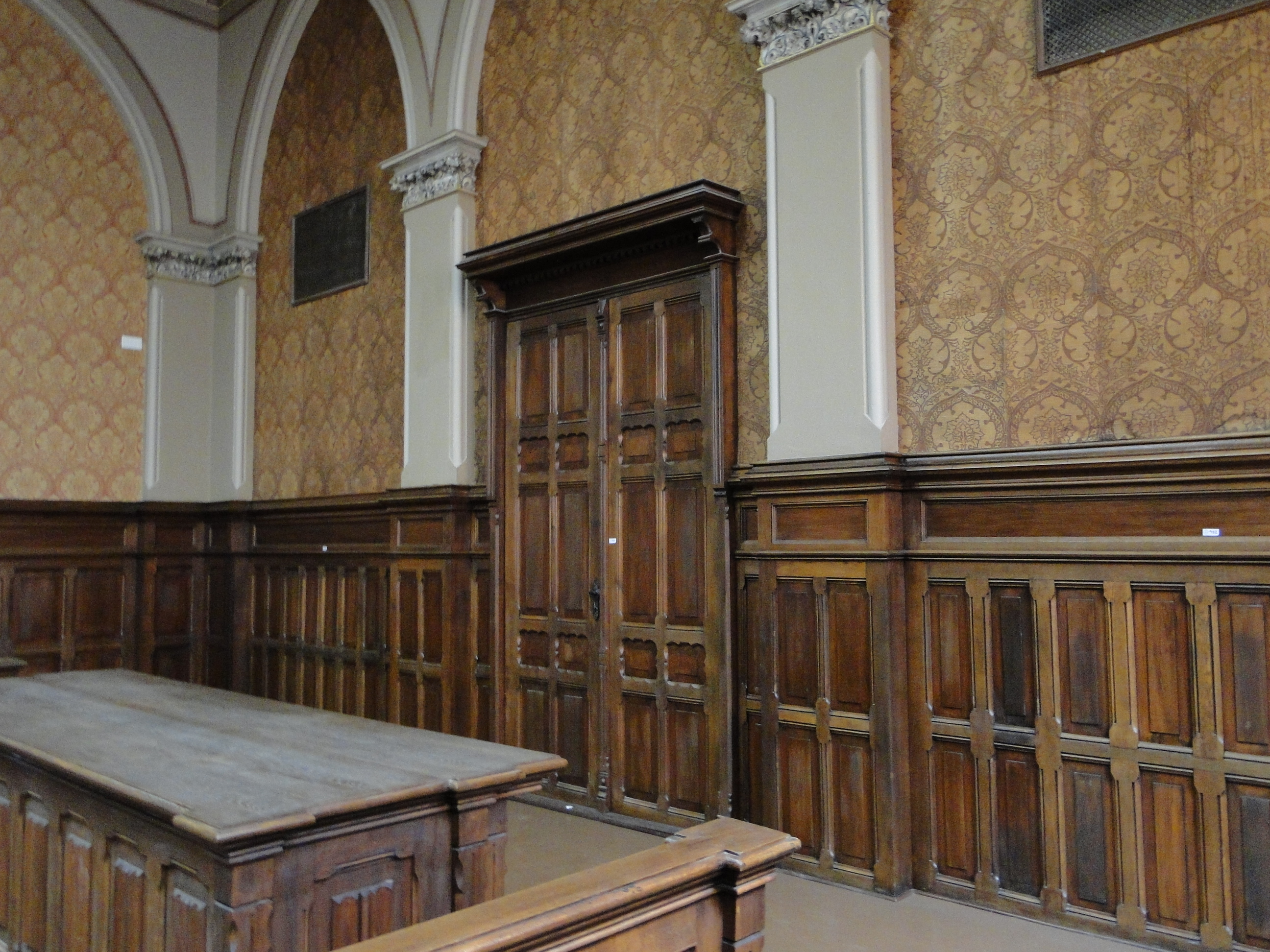
Erhaltener Amtsgerichtssaal im Burgkloster